# СР Југославија на Зимским олимпијским играма 2002.
ЗОИ одржане у Солт Лејк Ситију, САД су биле друго учешће спортиста из Србије и Црне Горе под заставом СР Југославије.  Ово су уједно биле и задње игре на којима су спортисти Србије и Црне Горе учествовали под именом Југославије, већ на наредним Летњим олимпијским играма су учествовали под именом Србија и Црна Гора.
Југославија је на ове игре овај пут послала шест такмичара који су учествовали у две спортске дисциплине у алпском скијању и бобу четвороседу, али и овај пут су остали без освојене медаље.

## Алпско скијање
| Спортиста      | Дисциплина     | Пласман | Резултат                           |
| -------------- | -------------- | ------- | ---------------------------------- |
| Марко Ђорђевић | велеслалом (м) | 41.     | 2.33,65 (+10,37) — 1.17,25+1.16,40 |
| Марко Ђорђевић | слалом (м)     | 26e     | 1.55,99 (+14,93) — 55,95+1.00,04   |
| Јелена Лоловић | велеслалом (ж) | 40.     | 2.42,04 (+12,03) — 1.20,54+1.21,50 |
| Јелена Лоловић | слалом (ж)     | нзт-2   | одустала, трка 2 — 58,87+нзт       |

## Боб
| Спортиста                                                 | Дисциплина                   | Пласман | Резултат                                        |
| --------------------------------------------------------- | ---------------------------- | ------- | ----------------------------------------------- |
| Борис Рађеновић Далибор Ђурђић Рашо Вучинић Вук Рађеновић | четворосед (м) Југославија I | 25.     | 3.15,55 (+8,04) (48,66 / 48,79 / 48,97 / 49,13) |